# Nagyjeszence
Nagyjeszence (szlovákul Veľká Jasenica) Jeszence településrésze, korábban önálló falu Szlovákiában, a Trencséni kerületben, a Vágbesztercei járásban.

## Fekvése
Vágbesztercétől 8 km-re északra fekszik. A falu nyugati részét alkotja.

## Története
Jeszencét 1269-ben „Jezencha” alakban említik először. A 16. századtól tűnik fel külön Kis- és Nagyjeszence falu. Nagyjeszence a nagybiccsei uradalomhoz tartozott. 1598-ban 20 ház állt a faluban. 1720-ban 14 adózó háztartása volt, valamennyi nemeseké. A község legrégibb pecsétje 1784-ből származik. Ekkor 32 házában 40 család élt 197 lakossal.
A 18. század végén Vályi András így ír róla: „Kis, és Nagy Jeszenicze. Tót faluk Trentsén Várm. földes Urai H. Eszterházy, és G. Balassa Uraságok, lakosai katolikusok, fekszenek Vág Beszterczéhez mint 1 mértföldnyire, ’s patakja hasíttya, határjai hasonlók Stupnéhez, vagyonnyai középszerűek.”
1828-ban 28 háza és 256 lakosa volt, akik főként mezőgazdasággal foglalkoztak.
Fényes Elek 1851-ben kiadott geográfiai szótárában így ír a faluról: „Jeszenicz (Nagy), tót falu, Trencsén vmegyében, Kistől csak egy patak választja. Számlál 228 kath., 2 ev., 5 zsidó lak. F. u. többen.”
1910-ben 246, túlnyomórészt szlovák lakosa volt. A trianoni békéig Trencsén vármegye Vágbesztercei járásához tartozott.
A két Jeszencét 1921-ben egyesítették.

## Lásd még
- Jeszence
- Kisjeszence